# 24. ceremonia wręczenia Złotych Globów
24. ceremonia wręczenia Złotych Globów odbyła się 15 lutego 1967 roku.

## Laureaci i nominowani
Laureaci nagród wyróżnieni są wytłuszczeniem

### Produkcje filmowe

#### Najlepszy film dramatyczny
- Oto jest głowa zdrajcy

#### Najlepszy film komediowy lub musical
- Rosjanie nadchodzą
- Zabawna historia wydarzyła się w drodze na forum
- Gambit
- Nie z moją żoną!
- Jesteś już mężczyzną

#### Najlepszy aktor w filmie dramatycznym
- Paul Scofield – Oto jest głowa zdrajcy
- Richard Burton – Kto się boi Virginii Woolf?
- Michael Caine – Alfie
- Steve McQueen – Ziarnka piasku
- Max von Sydow – Hawaje

#### Najlepszy aktor w filmie komediowym lub musicalu
- Alan Arkin – Rosjanie nadchodzą
- Alan Bates – Georgy Girl
- Michael Caine – Gambit
- Lionel Jeffries – The Spy with a Cold Nose
- Walter Matthau – Szczęście Harry’ego

#### Najlepsza aktorka w filmie dramatycznym
- Anouk Aimée – Kobieta i mężczyzna
- Ida Kamińska – Sklep przy głównej ulicy
- Virginia McKenna  - Elza z afrykańskiego buszu
- Elizabeth Taylor – Kto się boi Virginii Woolf?
- Natalie Wood – Przeznaczone do likwidacji

#### Najlepsza aktorka w filmie komediowym lub musicalu
- Lynn Redgrave – Georgy Girl
- Jane Fonda – W każdą środę
- Elizabeth Hartman – Jesteś już mężczyzną
- Shirley MacLaine – Gambit
- Vanessa Redgrave – Morgan!

#### Najlepszy drugoplanowy aktor
- Richard Attenborough – Ziarnka piasku

#### Najlepsza drugoplanowa aktorka
- Jocelyne LaGarde – Hawaje

#### Najlepszy reżyser
- Fred Zinnemann – Oto jest głowa zdrajcy
- Lewis Gilbert – Alfie
- Claude Lelouch – Kobieta i mężczyzna
- Mike Nichols – Kto się boi Virginii Woolf?
- Robert Wise – Ziarnka piasku

#### Najlepszy scenariusz
- Robert Bolt – Oto jest głowa zdrajcy
- Bill Naughton – Alfie
- William Rose – Rosjanie nadchodzą
- Robert Anderson – Ziarnka piasku
- Ernest Lehman – Kto się boi Virginii Woolf?

#### Najlepsza muzyka
- Hawaje – Elmer Bernstein
- Kobieta i mężczyzna – Francis Lai
- Is Paris Burning? – Maurice Jarre
- Biblia – Toshirō Mayuzumi
- Ziarnka piasku – Jerry Goldsmith

#### Najlepsza piosenka
- Strangers in the Night z filmu A Man Could Get Killed

### Produkcje telewizyjne

#### Najlepsza męska gwiazda telewizyjna
- Dean Martin – The Dean Martin Show
- Bill Cosby – I Spy
- Robert Culp – I Spy
- Ben Gazzara – Run for Your Life
- Christopher George – The Rat Patrol